# NBA 2K15
《NBA 2K15》是一款由Visual Concepts公司制作、2K Sports发行的篮球类电子游戏。本游戏于2014年10月7日首先发行。游戏在PlayStation 3、PlayStation 4、Xbox One、Xbox 360、iOS、Android和Windows平台等发行。本游戏是NBA 2K系列的第16作，同时首次支持简体中文。